# Luiz Felipe Nascimento dos Santos
Luiz Felipe Nascimento dos Santos, genannt Luiz Felipe, (* 9. September 1993 in Tubarão) ist ein brasilianischer Fußballspieler. Er steht seit 2016 beim FC Santos unter Vertrag und ist seit 2023 an Atlético Goianiense ausgeliehen. Er wird meist in der Innenverteidigung eingesetzt.

## Karriere
Zur Spielzeit 2014 wurde Luiz Felipe er von SER Caxias do Sul zu Duque de Caxias FC ausgeliehen und kehrte nach einem halben Jahr zu Caxias do Sul zurück. Zur Spielzeit 2015 wechselte er zu Paraná Clube in die Série B und debütierte in seinen neuen Verein am 9. Mai 2015 beim Spiel gegen Ceará SC. Er wurde in der 79. Minute für Cleiton Sulzbacher da Silva eingewechselt. Nach nur einer Spielzeit wechselte er in die Série A zum FC Santos und debütierte am 26. Mai 2016 in der höchsten Spielzeit von Brasilien. Beim 2:2-Unentschieden gegen Figueirense FC wurde er in der 71. Minute für Diederrick Joel eingewechselt. Sein erstes Tor in der Série A erzielte er am 23. Juni 2016 beim Spiel gegen Fluminense Rio de Janeiro. In der 73. Minute erzielte er am er den 4:2-Endstand.
2023 nach Beendigung der Spiele um die Staatsmeisterschaft von São Paulo, wurde Luiz Felipe an Atlético Goianiense ausgeliehen. Die Leihe wurde bis aufs Jahresende befristet. Im Januar 2024 wurde die Leihe verlängert.